# Ian Rush

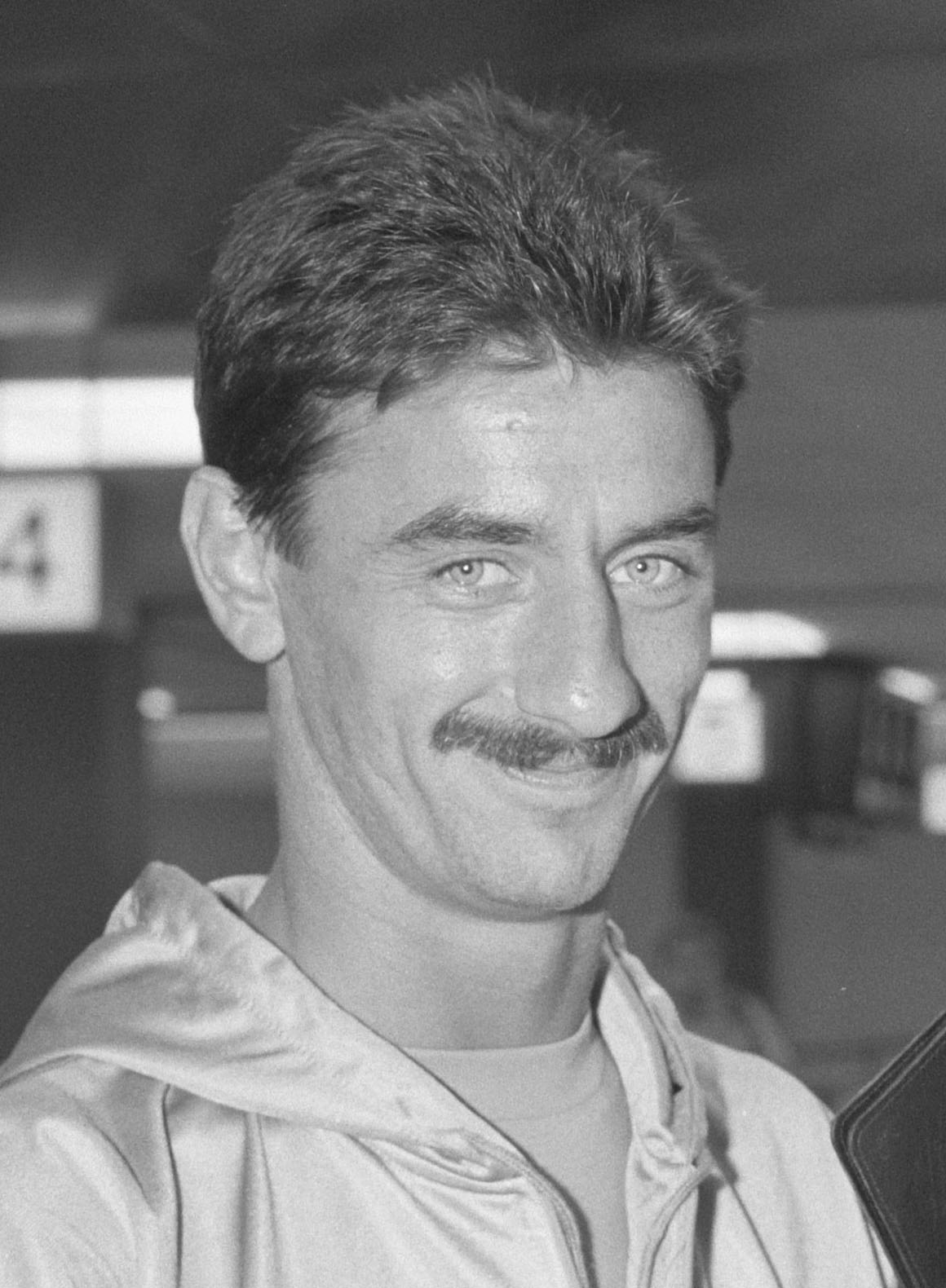
Ian Rush, 1988.

Ian James Rush, MBE, född 20 oktober 1961 i St. Asaph, är en walesisk före detta fotbollsspelare. Han är den som gjort flest mål genom tiderna för Liverpool FC med 346 mål på 660 liga- och cupmatcher.  Han bildade där radarpar med Kenny Dalglish i det lag som vann Europacupen 1984, var i final 1985 och vann engelska ligan 1982, 1983, 1984, 1986, 1988 och 1990. Förutom Liverpool har han även spelat för Chester City, Leeds United, Newcastle United, Wrexham AFC och Juventus. Han spelade också 73 matcher för Wales och gjorde 28 mål.
Han var tränare för Chester City FC i EFL League Two under en säsong, 2004/05.
Den 27 april 2006 blev Rush invald i English Football Hall of Fame.

## Utmärkelser
- English Football Hall of Fame
- Riddare av Brittiska imperieorden

[Redigera Wikidata]